# Maskeraden
Maskeraden ist eine algerisch-französische Filmkomödie von Lyes Salem aus dem Jahr 2008.

## Handlung
Mounir Mekbel lebt mit seiner Ehefrau Habiba und dem gemeinsamen Sohn Amine in einem kleinen Dorf in Algerien. In seinem Haus wohnt auch seine Schwester Rym, die an Narkolepsie leidet und bisher noch keinen Mann gefunden hat. Sie liebt jedoch seit Jahren heimlich den besten Freund Mounirs, Khliffa. Der wird von allen nur Ringo genannt und versucht, im Dorf eine Videothek zu eröffnen und so die finanzielle Grundlage für eine Ehe mit Rym aufzubauen. Mounir weiß von der Beziehung nichts und würde sie auch nicht gutheißen. Der Gärtner, der vor anderen behauptet, er sei „Gartenbauingenieur“, will für seine Schwester, die er als „Prinzessin“ bezeichnet, einen würdigen Ehemann. Eines Tages sind Mounir und seine Familie zur Hochzeit von Nadia eingeladen, die mit Rym befreundet ist. Rym fällt während der Hochzeit mal wieder um und schläft ein, was für Lästereien unter den Gästen sorgt. Zwei Frauen, die sich über Rym, aber auch Mounir lustig machen, werden von Amine mit Wasser begossen. Amine muss Mounir den Grund dafür sagen und der reagiert in der Folge wütend. Er betrinkt sich und schreit nachts auf der Dorfstraße, dass er für Rym bereits einen Ehemann gefunden habe, der sogar reicher als der wohlhabende Colonel ist, dessen Garten Mounir pflegt.
Am nächsten Morgen weiß Mounir nichts mehr von seinen nächtlichen Eskapaden, doch hat sich die Nachricht, dass Rym heiraten werde, in Windeseile verbreitet. Rym und Habiba sind entsetzt, dass Mounir seine Schwester zwangsverheiraten will. Während der unbekannte zukünftige Bräutigam im Dorfklatsch bereits zu einem reichen Mann mutiert, der in einem 4-Sterne-Hotel der nächstgelegenen Großstadt residiert, ist Mounir verschwunden. Er kehrt am Abend heim und gesteht vor den empörten Frauen, dass er sich die Geschichte nur ausgedacht habe. Beide sind erleichtert und planen die schnelle Auflösung der Geschichte. Sie fahren am nächsten Tag zum Hotel, halten sich ein wenig im Besucherbereich auf und fahren wieder ab, als im Hotel ein gewisser William Vancooten auftaucht, auf den sich die anwesende Presse stürzt. Zurück im Dorf wollen sie erzählen, dass Rym den Antrag des Verehrers abgelehnt habe. Rym jedoch sieht bei ihrer Ankunft, wie sich Khliffa vor ihrer Familie versteckt. Da sie auf ihn und seine Feigheit wütend ist, erzählt sie den gespannten Dorfbewohnern, dass sie mit ihrem zukünftigen Ehemann William Vancooten zusammengetroffen sei und er attraktiv, stark und mutig ist. Khliffa wiederum gesteht Mounir nun endlich, dass er seit vier Jahren mit Rym heimlich zusammen ist. Mounir kündigt ihm empört die Freundschaft und schottet Rym so gut wie möglich von der Außenwelt ab.
In den nächsten Tagen steigt Mounir innerhalb der Dorfgemeinschaft vom kleinen Gärtner zum geachteten und gefragten Mann von Welt auf. An seiner Seite ist nun häufig sein angesehener Nachbar Redouane Lamouchi zu sehen, der ihn früher nicht einmal gegrüßt hat, ihn nun aber mit Geschenken überhäuft. Gemeinsam legen sie sogar einen Geschäftsmann herein, der in der Gegend Weideland kaufen will. Die Hochzeitsvorbereitungen laufen zwangsläufig an und Rym erhält von der Dorfgemeinschaft erste Geschenke. Habiba bittet Mounir mehrfach, die verfahrene Lage aufzulösen, doch er vertröstet sie stets auf einen geeigneteren Zeitpunkt. Irgendwann ist der Punkt erreicht, an dem er sich eingestehen muss, dass die Lage zu verfahren ist. Khliffa hat von Rym erfahren, dass der Ehemann nur ausgedacht ist, und auch Nadia ist in die Lüge eingeweiht. Rym plant, mit Khliffa aus dem Dorf zu verschwinden, doch kann Khliffa nicht weg, da er der einzige ist, der die Familie – darunter Mutter und Großeltern – ernährt. Rym ist von Khliffa maßlos enttäuscht. Der passt schließlich Mounir an einer Straße außerhalb des Dorfes ab. Beide sprechen sich aus und es wird deutlich, dass es auch an ihrer Freundschaft liegt, dass Mounir gegen eine Ehe von Rym und Khliffa ist. Er verspricht jedoch, einer Ehe zuzustimmen, wenn Khliffa es schafft, Vancooten verschwinden zu lassen. Khliffa brüllt nachts im Dorf, dass Vancooten nie erscheinen wird, weil er die Dorfbewohner ablehnt, und Rym ihm gehöre. Die zweite Forderung Mounirs an Khliffa macht deutlich, dass Khliffa Rym nie kriegen wird, will Mounir doch, dass seine Schwester weniger schläft. Am nächsten Morgen ist Ryms Bett leer. Sie hat die Nacht bei Khliffa verbracht und beide fahren am nächsten Morgen fort, bevor Mounir sie finden kann. Mounir verschwindet. Rym und Khliffa kehren später zurück und Rym packt ihre Sachen. Sie will mit Khliffa raus aus dem Dorf. Zufällig klopft ein Mufti an ihre Tür, von dem sich Rym spontan das Heiratsritual erklären lässt – am praktischen Beispiel mit ihr im Brautkleid und ihrem vermeintlichen Cousin Khliffa. Beide werden getraut, während im Dorf großes Unverständnis darüber herrscht, wie Rym Khliffa dem reichen Vancooten vorziehen kann. Habiba hat Mounir außerhalb des Dorfes gefunden und von den Plänen seiner Schwester unterrichtet. Mounir eilt ins Dorf zurück, kann jedoch Rym und Khliffa in ihrem Wagen nicht mehr aufhalten. Da Khliffa und Rym feststellen, dass Rym seit einem halben Tag nicht mehr eingeschlafen ist, wurde am Ende auch Mounirs zweite Bedingung für eine Hochzeit erfüllt.

## Produktion
Maskeraden war das Langfilm-Regiedebüt von Lyes Salem, der auch das Drehbuch mitverfasste und die Hauptrolle des Gärtners Mounir übernahm. Der in Algier geborene Salem lebt seit den 1980er-Jahren in Frankreich; produziert wurde Maskeraden zu 80 Prozent durch französische Produktionsfirmen. Der Film erlebte am 25. November 2008 auf dem Cairo International Film Festival in Ägypten seine Premiere. Am 10. Dezember 2008 kam er in die französischen Kinos und wurde am 8. Februar 2009 auch in Deutschland veröffentlicht. Arte zeigte den Film erstmals am 2. Oktober 2011 im deutschen Fernsehen, wobei er nicht synchronisiert, sondern untertitelt lief.

## Kritik
Der film-dienst nannte Maskeraden einen „beschwingte[n] Film, der das Thema Scheinheiligkeit auf sehr humorvolle Weise angeht“. Er erinnere dabei an Werke von Emir Kusturica, wobei er bemüht sei, „ein positives Bild der algerischen Gesellschaft zu zeichnen und keine Negativklischees zu beliefern.“
Für Cinema war Maskeraden eine „patriarchalische Satire, die zugleich eine absurd witzige Liebeserklärung an seine [Lyès Salems] Heimat ist“.

## Auszeichnungen
Maskeraden gewann 2008 auf dem Dubai International Film Festival einen FIPRESCI-Award und den Muhr Award als Bester Film. Der Film war Algeriens offizieller Beitrag als Bester fremdsprachiger Film 2009, kam jedoch nicht in die engere Auswahl. Maskeraden war 2009 für einen César in der Kategorie Bestes Erstlingswerk nominiert. Mohamed Bouchaïb gewann 2009 einen Prix Lumières in der Kategorie Bester Nachwuchsdarsteller.